# Người Venezuela gốc Nhật
Người Venezuela gốc Nhật (tiếng Tây Ban Nha: Japonés Venezolano; tiếng Nhật: 日系ベネズエラ人, Nikkei Benezuerajin) là công dân Venezuela có tổ tiên là người Nhật Bản toàn bộ hoặc một phần. Làn sóng người Nhật đầu tiên đến Venezuela vào năm 1931.

## Ngôn ngữ
Hầu hết người Venezuela gốc Nhật chỉ nói tiếng Tây Ban Nha. Chỉ một số được chọn có thể nói tiếng Nhật, trong khi những người khác có trình độ học vấn cao hơn nói tiếng Anh. Thậm chí có một số trường học ở Venezuela dạy tiếng Anh cho những cư dân Nhật Bản gần đây.

## Tôn giáo
Phần lớn người Venezuela gốc Nhật Bản theo đạo Thiên chúa hoặc Công giáo La Mã, trong khi phần còn lại là theo Phật giáo.

## Cá nhân đáng chú ý
- Kaori F. Yonekura, nhà làm phim
- Hanshi Gijin Hiramatsu, võ sĩ
- Alexander Cabrera Suzuki, cầu thủ bóng chày
- Seiko Ishikawa, Nhà ngoại giao
- Tamotsu Imaeda, nhà nghiên cứu y sinh
- Seijiro Yazawa, thương nhân
- Hana Kobayashi, ca sĩ
- Takako Kodani de Bracho, họa sĩ và nhà điêu khắc
- Sadao Muraki, nghệ sĩ piano
- Richard Obuchi, nhà kinh tế
- Mitsuo Ogura, nhà vật lý và nhà kính hiển vi
- Yuzo Yonekura, thương nhân
- Yoshikatsu Yoshida, nhà toán học
- Henry Zakka, diễn viên